# Альбіно Алігатор
Альбіно Алігатор (англ. Albino Alligator) — трилер 1996 року

## Сюжет
Троє злочинців, Майло, Дова і Лоу, ховаються від погоні в маленькому підвальному барі. Вони беруть в заручники людей, які там були. Поліція оточує приміщення, але не може проникнути всередину, побоюючись, що бандити вб'ють заручників. Тепер їм треба вирішити, як обдурити поліцію і вибратися з пастки.

## У ролях
| Актор            | Роль            |
| ---------------- | --------------- |
| Метт Діллон      | Дова            |
| Фей Данавей      | Джанет Будро    |
| Гері Сініз       | Майло           |
| Вільям Фіхтнер   | Лоу             |
| Вігго Мортенсен  | Гай Фокард      |
| Джон Спенсер     | Джек            |
| Скіт Ульріх      | Денні Будро     |
| Френкі Фейзон    | агент Марв Роуз |
| Мелінда МакГроу  | Дженні Фергюсон |
| М. Еммет Волш    | Діно            |
| Джо Мантенья     | агент Браунінг  |
| Даг Спінуцца     | агент 1         |
| Спенсер Гаррет   | агент 2         |
| Енріко Колантоні | агент 3         |

## Саундтрек
| Список треків | Список треків      | Список треків |
| #             | Назва              | Тривалість    |
| ------------- | ------------------ | ------------- |
| 1.            | «Arrival»          | 5:01          |
| 2.            | «Doggie Dog»       | 1:52          |
| 3.            | «Slow Town»        | 2:34          |
| 4.            | «Preparation»      | 3:18          |
| 5.            | «Miscalculation»   | 1:44          |
| 6.            | «Aftermath»        | 4:39          |
| 7.            | «Tunnel»           | 5:00          |
| 8.            | «Albino Alligator» | 4:18          |
| 9.            | «The Promise»      | 4:36          |
| 10.           | «The City»         | 5:46          |
| 11.           | «The Kicker»       | 1:28          |
| 12.           | «Exit»             | 4:16          |
| 13.           | «Ill Wind»         | 3:34          |
| 48:06         |                    |               |